# Frieda Grafe
Frieda Grafe était une critique de cinéma, essayiste de cinéma et traductrice allemande née le 20 août 1934 à Mülheim an der Möhne et morte le 10 juillet 2002 à Munich.

## Biographie
Frieda Grafe est née en 1934 à Mülheim et a étudié la philosophie, les études romanes et les études allemandes à Munich, Paris et Münster.
À Paris, elle étudie à La Sorbonne où elle y découvre les Cahiers du cinéma ainsi que les écrits de Roland Barthes
À partir de 1962 à 1972, elle publie ses premières critiques pour le magazine Filmkritik. En 1968, elle publie également pour Die Zeit et Süddeutsche Zeitung. Elle a participé à des monographies sur Fritz Lang, Friedrich Wilhelm Murnau et Ernst Lubitsch . Elle a également traduit des livres de et sur Alfred Hitchcock, François Truffaut, Éric Rohmer, Jean-Luc Godard, Luis Buñuel, Jean Renoir et Pedro Almodóvar, en partie avec son mari, l'historien du cinéma et critique de cinéma Enno Patalas.
En 1995, elle publie en Angleterre un court essai sous forme de livre sur le film L'aventure de madame Muir de Joseph L. Mankiewicz. Il est traduit et publié en France en 2022 par Mimesis.
Grafe vit à Munich depuis 1961. En 1962, elle épouse Enno Patalas avec qui elle écrit sur le cinéma. Le 10 juillet 2002, Frieda Grafe décède à Munich,.
Elle est considérée comme l'une des critiques de cinéma les plus importantes d'Allemagne, elle a également joué un rôle capitale dans l'exportation des films de la Nouvelle Vague française.